# 漢文教育
漢文教育（かんぶんきょういく）とは、高等学校における国語教育の1領域である。
中国の古典の読解方法（返り点など）を教える。大学入学試験に課されない場合もあるため、教育現場で重視されない場合もある。
韓国で漢文教育と言えば、漢字教育そのものを指す。漢字は国語の一部ではなく、中国語であるとの認識からである。韓国の小学校用漢字練習帳には「漢文」と銘打ってある。